# Wigierski-Nationalpark

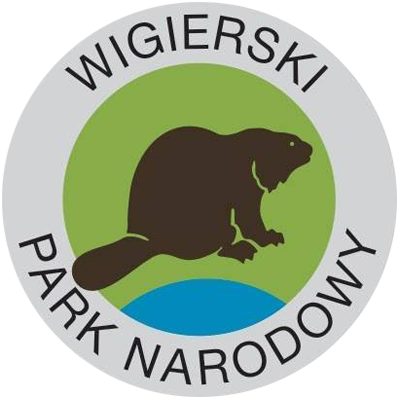
Logo

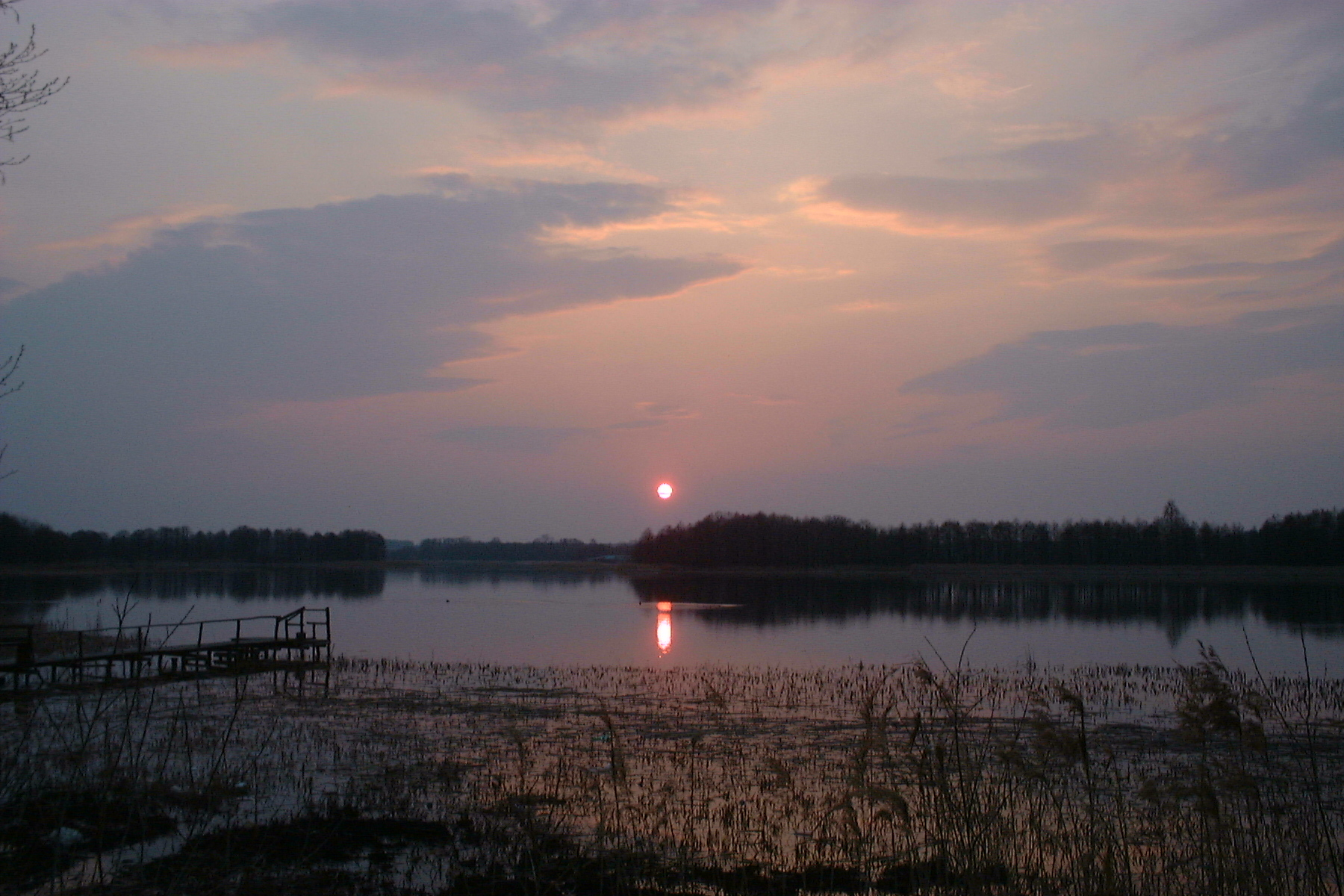
Am Wigry-See

Der Nationalpark Wigry (polnisch Wigierski Park Narodowy) östlich von Olecko, in der Woiwodschaft Podlachien, ist besonders für seine glasklaren Seen bekannt. 
Das (Stand 2008) 15.086 Hektar große, zwischen den Städten Suwałki und Augustów befindliche Schutzgebiet wurde im Jahr 1989 eingerichtet. Die 25 größten Seen des Parks, von denen der Wigry das Prunkstück darstellt, sind alle durch Wasserwege miteinander verbunden. Hauptzufluss des Wigry-Sees ist der Fluss Czarna Hańcza. Im Park finden sich auch einige Sumpfseen. Der Nationalpark mit seinen Torfmoor- und Wiesengebieten und seinen ausgedehnten Kiefern- und Fichtenwäldern bietet mehr als 750 Pflanzenarten und 1500 Tierarten, darunter Elche, Wölfe und Biber, eine Heimat; besonders hervorzuheben ist die Vielfalt an Wasservögeln. 
Die Parkdirektion findet sich bei dem Dorf Krzywe, nahe Suwałki. Neben Besucherinformationen gibt es hier auch ein naturwissenschaftliches Museum mit Informationen über den Park und seine Fauna/Flora sowie ein ethnografisches Museum. Zu den regionalen Besonderheiten des Parks gehören neben den sanften Hügeln (besonders im Norden des Gebiets) und den hübsch anzusehenden, dank der verbindenden Wasserwege sehr besucherfreundlichen Seen auch das ehemalige Kamaldulenserkloster zu Wigry.
Das Kloster ist seit 1973 an den polnischen Staat vermietet, der es renoviert und zu einem Kulturzentrum mit Ausstellungen moderner Kunst, Konzerten und Workshops ausgebaut hat.